# Sonya Jeyaseelan
Sonya Jeyaseelan (* 24. April 1976 in New Westminster) ist eine ehemalige kanadische Tennisspielerin.

## Karriere
In ihrer Tennislaufbahn gewann sie zwei Doppeltitel auf der WTA Tour sowie jeweils drei ITF-Turniere im Einzel und im Doppel. 1994 stand sie bei den Juniorinnen im Finale der French Open, das sie gegen Martina Hingis mit 3:6 und 1:6 verlor.
Als Mitglied der Olympiamannschaft von Kanada trat Jeyaseelan auch bei den Olympischen Spielen 2000 in Sydney an.
Zwischen 1997 und 2003 spielte sie für die kanadische Fed-Cup-Mannschaft mit einer äußerst positiven Bilanz von 29 Siegen bei nur sieben Niederlagen (alle Partien auf Sand).

## Turniersiege

### Doppel
| Nr. | Datum        | Turnier   | Kategorie    | Belag | Partnerin       | Finalgegnerinnen                | Ergebnis |
| --- | ------------ | --------- | ------------ | ----- | --------------- | ------------------------------- | -------- |
| 1.  | 26. Mai 2000 | Straßburg | WTA Tier III | Sand  | Florencia Labat | Kim Grant María Vento           | 6:4, 6:3 |
| 2.  | 23. Mai 2003 | Straßburg | WTA Tier III | Sand  | Maja Matevžič   | Laura Granville Jelena Kostanić | 6:4, 6:4 |